# Nornik kazachski
Nornik kazachski (Microtus ilaeus) – gatunek ssaka z podrodziny  karczowników (Arvicolinae) w obrębie rodziny chomikowatych (Cricetidae), występujący w Azji Centralnej.

## Zasięg występowania
Nornik kazachski występuje w środkowej Azji zamieszkując w zależności od podgatunku:
- M. ilaeus ilaeus – wschodni Uzbekistan, południowy Kazachstan, Kirgistan, Tadżykistan i północno-zachodnia Chińska Republika Ludowa (Sinciang).
- M. ilaeus igromovi – dolny bieg rzeki Syr-daria w południowym Kazachstanie (obwód kyzyłordyński) i rzeki Amu-daria w północno-zachodnim Uzbekistanie (Karakałpacja).

## Taksonomia
Gatunek po raz pierwszy zgodnie z zasadami nazewnictwa binominalnego opisał w 1912 roku brytyjski zoolog Oldfield Thomas nadając mu nazwę Microtus ilaeus. Holotyp pochodził znad brzegu rzeki Ösek, w mieście Żarkent, w Siedmiorzeczu, we wschodnim Kazachstanie. 
M. ilaeus należy do podrodzaju Microtus. We wcześniejszych ujęciach systematycznych M. ilaeus traktowany był jako synonim M. transcaspicus lub M. arvalis oraz był również opisywany pod nazwą kirgisorum która jest młodszym synonimem. M. ilaeus jest taksonem siostrzanym w stosunku do wszystkich innych gatunków z podrodzaju Microtus. Autorzy Illustrated Checklist of the Mammals of the World rozpoznają dwa podgatunki.

### Etymologia
- Microtus: gr. μικρος mikros „mały”; ους ous, ωτος ōtos „ucho”[11].
- ilaeus: etymologia niejasna, być może od łac. ileum „pachwina, bok, dolna część ciała”[12].
- igromovi: Igor Michajłowicz Gromow (1913–2003), rosyjski paleontolog i teriolog, specjalizował się w gryzoniach Kenozoiku[13].

## Morfologia
Długość ciała (bez ogona) 109–144 mm, długość ogona 35–50 mm; masa ciała 46–64 g (podgatunek ilaeus); długość ciała (bez ogona) 115–150 mm, długość ogona 36–56 mm; masa ciała 36–59 g (podgatunek igromovi). Wierzch ciała szarobrązowy, blady; spód ciała płowoszary. Ogon z wierzchu bladobrązowy, od spodu biały. Z wyglądu i wymiarów ciała jest bardzo podobny do nornika transkaspijskiego (Microtus transcaspicus) z południa jego zasięgu. Kariotyp tworzą 54 pary chromosomów; FN=78.

## Biologia
Zamieszkuje lasy, lasostepy i tereny trawiaste z zaroślami.

## Populacja
Międzynarodowa Unia Ochrony Przyrody uznaje nornika kazachskiego za gatunek najmniejszej troski. Nie są znane duże zagrożenia dla tego gatunku. Nornik kazachski może być obecny także w obszarach chronionych.